# Amancio Williams
Amancio Williams (19 de febrero de 1913 - 14 de octubre de 1989) fue un arquitecto del Movimiento Moderno argentino, uno de los más importantes de la primera mitad del siglo XX, conocido por sus realizaciones teóricas y por haber diseñado, junto a Delfina Gálvez Bunge, la Casa sobre el arroyo (o "Casa del Puente"), en Mar del Plata.

## Biografía

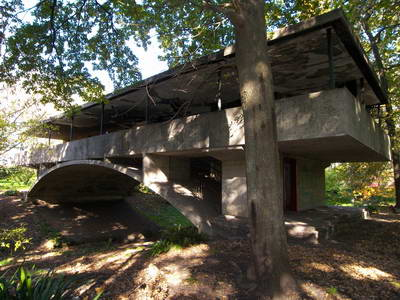
Casa sobre el Arroyo en Mar del Plata.

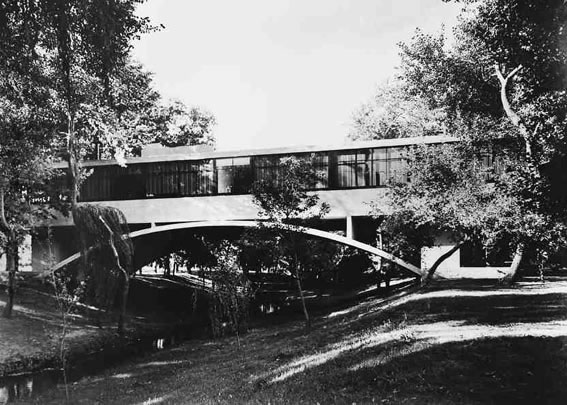

Williams nació en la ciudad de Buenos Aires en 1913. Fue hijo del músico Alberto Williams y de Irma Paats. A los 18 años (1931) ingresó a la Facultad de Ingeniería de la UBA, aunque abandonó sus estudios tres años más tarde para dedicarse a la aviación, hasta que ingresó a la Facultad de Arquitectura de la UBA en 1938, de la cual egresó en 1941. 
Hijo del compositor Alberto Williams vivió y trabajó durante casi toda su vida en la casona perteneciente a su familia, obra de Alejandro Christophersen; allí, como un verdadero instituto, funcionó su taller desde el cual realizó una intensa obra docente, de experimentación e investigación, sin ejercer nunca una función pública ni tener una cátedra a su cargo.
Se destacó por un enfoque basado en la investigación, pero pocos de sus proyectos fueron realizados. Uno de ellos fue la Casa sobre el Arroyo (también conocida como Casa del Puente), la cual diseñó para sus padres y fue construida entre 1943 y 1945 (bajo su dirección y la de su esposa y socia Delfina Gálvez Bunge). 

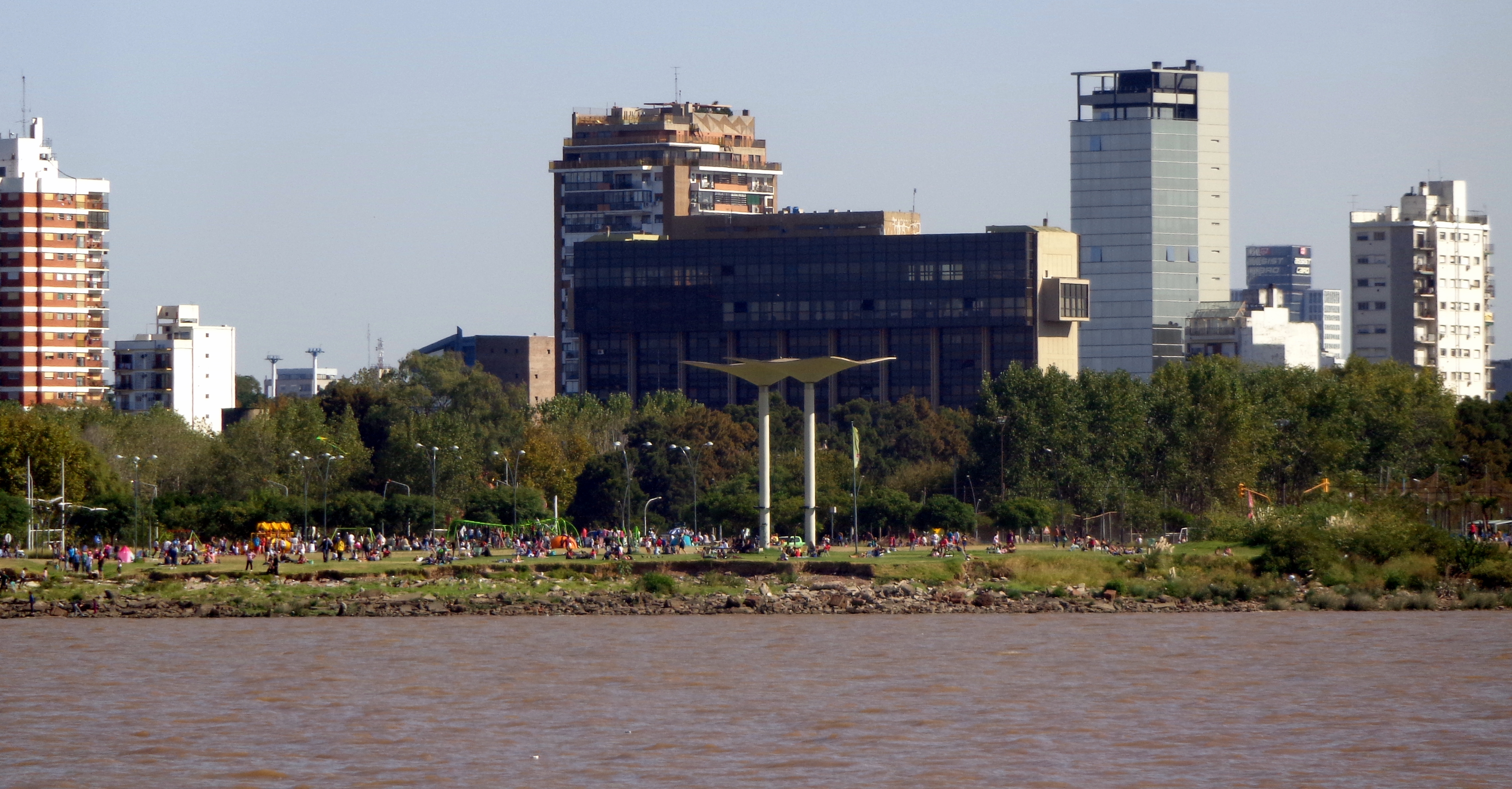
Monumento al fin del milenio, en la costa de Vicente López.

En 1934, proyectó por encargo de sus padres, su primera obra, el chalet pintoresquista Villa Ricardo, en Mar del Plata. Amancio era estudiante de Ingeniería por lo cual los planos de esta vivienda están firmados por el Ing. Biedma. 
En 1942 realizó junto a su esposa Delfina Gálvez Bunge y a Jorge Vivanco; su primer proyecto moderno consistente en departamentos en block para la ciudad de Buenos Aires, que se llamó Viviendas en el espacio.
En 1945, realizó un anteproyecto para el aeropuerto de Buenos Aires que lo situaba en la orilla del Río de la Plata.  
En 1949 se hizo cargo de la dirección del único proyecto del reconocido arquitecto moderno suizo-francés Le Corbusier en Sudamérica, la Casa Curutchet (en La Plata). 
En 1951 y 1952, desarrolló los estudios de la ‘bóveda cáscara’ (de 5 cm de espesor) que, aunque es autoportante, puede soportar cargas extraordinarias en virtud de su forma. 
En 1966 realizó una obra para Bunge y Born en el pabellón de exposiciones de la Feria del Centenario de la Sociedad Rural Argentina en Palermo, Buenos Aires, el cual había sido concebido en 1962 para exhibirse en el Parque de la Ciudad de Buenos Aires, pero esto último no se había concretado. Solo estuvo expuesta por dos meses y pese a haber producido un enorme impacto en la cultura arquitectónica del momento, fue demolido. En el 2000, el arquitecto Claudio Vekstein y Claudio Williams (este último uno de los ocho hijos de Amancio), decidieron reconstruir dicho pabellón y fue la Municipalidad de Vicente López, bajo la intendencia del intendente Enrique García, quien recibió el proyecto como una donación por parte del Archivo Williams. Se comenzó en noviembre de 1999 y se inauguró en febrero del 2000, con el objetivo de homenajear el fin del milenio, por eso lleva el nombre de "Monumento del Fin De Milenio". Está compuesto por dos "bóvedas cáscara" cuadrangulares que no se tocan: cada una es un diseño de hormigón armado sostenido por una columna hueca y que actúa como desagüe. Tiene 12 metros de altura y sus columnas y sus dos cáscaras miden 9 metros de lado y 9 centímetros de espesor. Este no fue el único proyecto de Williams en el que utilizó las bóvedas cáscara: también las usó en el diseño de tres hospitales en la provincia de Corrientes, entre otros.
Entre el resto de su obra cabe destacar la embajada de Alemania en Buenos Aires (1968); una casa en el Boating Club de San Isidro (Buenos Aires, 1969) y el proyecto para la fábrica Igam, en Córdoba (1962). En 1964, le fue encomendado un monumento en Berlín, como homenaje a la reconstrucción de la ciudad alemana.
Algunos de sus proyectos nunca realizados incluyen una propuesta llamada "Ciudad que necesita la humanidad" y un proyecto para el aeropuerto de Buenos Aires (inspirado en las propuestas de Le Corbusier). Se trataría de una isla artificial o aeroisla en el Río de la Plata conectada por una autopista y sistema de metro ubicado a un par de km del microcentro de la ciudad de Buenos Aires). Muchos de estos proyectos fueron expuestos y aparecieron en revistas especializadas, recibiendo reconocimiento por parte de sus colegas.

## La Casa Sobre el Arroyo
Construida entre 1943 y 1945 para su padre, la "Casa sobre el arroyo" (también conocida a nivel local como "Casa del Puente") es una expresión del Movimiento Moderno argentino y una de las casas más notables del siglo XX. Se ubica en un terreno de dos manzanas atravesado por el arroyo fundacional de la ciudad de Mar del Plata. La casa consiste en una caja con forma de prisma ubicada sobre un arco estructural que cruza el citado curso de agua. 
La arquitectura fue pensada para incorporarse a la naturaleza en forma no intrusiva, concebida a partir de una estructura espacial que se desprende del suelo, formando un arco que une las orillas del arroyo Las Chacras y cuyo interior se eleva a las copas de los árboles, recalcando así la importancia de lo visual, de adentro hacia afuera. El parque que rodea la casa, ocupa dos hectáreas y constituye un paisaje evolutivo pampeano, dotado de más de 200 árboles de 51 especies diferentes entre los que predominan robles de distintas procedencias.
Amancio Williams y Delfina Gálvez Bunge, diseñaron y construyeron esta vivienda-estudio musical para el músico y compositor Alberto Williams y su esposa Irma Paats. La obra también incluyó el pabellón de servicio/casa de huéspedes y el garaje, los cuales conforman junto al parque y el arroyo, un conjunto de unidad indisoluble.
Tras la muerte de Alberto Williams la casa fue vendida y utilizada para la emisora de radio LU9, lo cual llevó a que se le realizaran algunas remodelaciones. Tras la muerte de su propietario la casa entró en sucesión y a pesar de ser Monumento Histórico Artístico Nacional, Patrimonio Cultural, Histórico, Arquitectónico y Ambiental de la Provincia de Buenos Aires, asimismo declarada de Interés Patrimonial, Cultural y Natural por la Municipalidad de General Pueyrredón y de ser incorporada al Código de Preservación Patrimonial, la casa quedó abandonada y sufrió dos incendios y una serie de actos de vandalismo, al igual que la Ville Savoye, de Le Corbusier.
La casa principal fue reinaugurada y abierta al público, después de décadas, el 21 de abril de 2023 luego de un arduo proceso de restauración e inclusión de elementos robados.

## Reconocimientos
Williams es reconocido por difundir los ideales del movimiento moderno y ha sido nombrado miembro honorario de instituciones como la Universidad de la República y la Universidad Federico Villarreal. Fue nombrado miembro de número de la Academia Nacional de Bellas Artes y recibió un premio de la Fundación Konex en 1982.
El 9 de noviembre de 1982 acepta la propuesta del Arq. José Enrique Bailliet de ser presidente honorario fundador de la Asociación de Arquitectos de Junín.